# Osmia submicans
Osmia submicans är en biart som beskrevs av Morawitz 1870. Osmia submicans ingår i släktet murarbin, och familjen buksamlarbin.

## Underarter
Arten delas in i följande underarter:
- O. s. canaria
- O. s. columbina
- O. s. hebraea
- O. s. lanzarotae
- O. s. submicans